# Лоньско поле
Лоньско поле (хорв. Lonjsko polje) — природный парк в Хорватии, расположенный в южной части региона Мославина на левом берегу реки Сава ниже город Сисак, в месте где в Саву несколькими рукавами впадает река Лонья. Образован в 1998 году, имеет площадь 50 600 гектар. Территория парка вытянута длинной полосой вдоль Савы.
Парк включает в себя большое количество заболоченных участков и небольших озёр, а также дубовых рощ и заливных лугов. Во время весеннего разлива Савы, длящегося от 30 до 100 дней, значительная часть территории природного парка уходит под воду. Парк Лоньско поле — крупнейшая охраняемая территория с водно-болотными угодьями в бассейне Дуная.
В парке Лоньско поле обитает 239 видов птиц, в частности большая популяция аистов. Дирекция парка находится в посёлке Ясеновац, информационный центр — в селе Чигоч (Čigoć). По парку проводятся организованные экскурсии для любителей живой природы.